# Karthi Selvam
Pour les articles homonymes, voir Selvam.
Karthi Selvam est un joueur de hockey sur gazon indien qui joue au poste d'attaquant en équipe nationale indienne.

## Biographie
Karthi est né le 1er septembre 2001 dans l'état du Tamil Nadu à Ariyalur.

## Carrière
Il a été appelé en 2022 pour concourir à la Coupe d'Asie 2022 à Jakarta.

## Palmarès
- : 3e à la Coupe d'Asie en 2022